# ینس پتر هائوگه
ینس پتر هوگ (نروژی: Jens Petter Hauge؛ زادهٔ ۱۲ اکتبر ۱۹۹۹) بازیکن فوتبال اهل نروژ است که برای باشگاه اینتراخت فرانکفورت بازی می‌کند.